# Шименькань
ГЕС Шименькань  (кит.: 石门坎) — аркова гребля та гідроелектростанція, розташована на межі повітів Нін'ер-Хані-Ї та Моцзян-Хані у провінції Юньнань, Китай. Знаходячись між ГЕС Яяншань (вище по течії) та ГЕС Лонгма, становить другий ступінь каскаду у сточищі річки  Лісяньцзян (кит.: 李仙江, у В'єтнамі — Да), правої притоки Хонгхи (біля Хайфона впадає у Тонкінську затоку Південно-Китайського моря).
Основною метою греблі, спорудженої на Бабянь (права твірна Лісяньцзян) є вироблення електроенергії, потужність ГЕС — 130 МВт. Будівництво розпочалося в 2007 році, завершено - 2010 році Гребля заввишки 116 м і створює водосховище об'ємом 197 млн м³.